# M11/39
M11/39 (итал. Carro armato M11/39) — итальянский (по национальной классификации средний) танк времён Второй мировой войны.
По массе относился к лёгким танкам. Производился в 1939—1940 годах предприятиями FIAT и Ansaldo. Первое отвечало за выпуск ходовой части, второе за бронированный корпус и вооружение. Общий выпуск составил около 100 единиц. Использовался в 1939—1942 годах в Северной Африке и на Восточноафриканском фронте. Несколько трофейных M11/39, захваченных в Северной Африке, использовались австралийскими войсками. Обозначение танка расшифровывается как M — Medi (средний), 11 — масса танка, 39 — год принятия на вооружение ВС Италии. В дальнейшим, аналогичную систему обозначения получали все танки итальянского производства.

## История создания
В 1930-х годах Итальянская Королевская армия не имела современных танков. Основу бронетехники составляли танкетки CV 3/33, которые предназначались для поддержки пехоты и несли на себе лишь пулемётное вооружение. Война с Эфиопией, а тем более участие в Гражданской войне в Испании, показало их неудовлетворительные характеристики и абсолютную неспособность противостоять танкам противника. Эти танкетки можно было без особого труда уничтожить крупнокалиберным пулемётом или противотанковой гранатой, настолько тонкой была их броня. В боях с бронетехникой противника они и вовсе становились бесполезными и расстреливались из основных орудий. В это же время в ведущих танкостроительных державах Европы начала формироваться классификация танков по массе, состоящая как правило из трёх основных типов: лёгкие, средние и тяжёлые.
Работа над средним танком (по национальной классификации) в Италии была начата ещё в 1935 году, однако, первоначальный проект, названный Carro di Rottura (танк прорыва), был отклонён. В 1937 году был представлен другой проект. M11/39 создавался на опыте конструкции английского танка «Виккерс 6-тонный», от которого он унаследовал конструкцию ходовой части. В отличие от «Виккерса 6-тонного», основное вооружение машины (37-мм орудие «Vickers-Terni», аналогичное тому, что ставилось на лёгкие танки L5/30), было расположено в правой части лобового листа корпуса, а спаренные 8-мм пулемёты монтировались в одноместной башне, располагавшейся на корпусе в левой части. Похожую схему имел и будущий американский средний танк M3 «Ли». Это был заказ итальянских военных чиновников, которые хотели «танк прорыва» и полагали, что такого вооружения ему вполне хватит. Экипаж танка состоял из трех человек: механик-водитель, заряжающий-стрелок из орудия, и в одноместной башне находился командир, который совмещал функции стрелка из спаренного пулемёта. Опытные образцы танка имели в качестве штатного средства связи радиостанцию Marelli RC 1СА со штыревой антенной, однако на серийных машинах от радиостанции отказались, что в будущем отрицательно сказалось на взаимодействии танковых бригад. Такая необычная компоновка танка в 1930-е годы не была чем-то экзотическим. Можно вспомнить многобашенные машины Великобритании и СССР, а также французский танк Char B1 у которого основное 75-мм орудие также было в корпусе, а 47-мм в башне.
В отличие от будущего американского М3 или французского B1, имевших похожую схему, танк М11/39 являлся ещё менее удачным, поскольку имел довольно слабую броню, без труда пробиваемую 40-мм британским противотанковым орудием. К тому же броня итальянского танка крепилась не сваркой, а на заклёпках, а его пушка была малоэффективной. Пожалуй, единственное достоинство этого танка заключалось в дизельном двигателе. Выявленные недостатки послужили толчком для модернизации данного танка, которое воплотилось в следующих моделях — M13/40 и M14/41. Фактически средний танк M11/39 был первым самостоятельным опытом итальянского танкостроения, которое до 1939 года производило в основном танкетки и легкие танки, основанные ещё на французском танке Первой мировой Renault FT-17. В 1938 году были представлены первые прототипы М11/39 производство которых после незначительных изменений было одобрено и велось в течение всего 1939 года. За это время было построено 100 единиц.

## Описание

### Вооружение
Из-за неготовности 47-мм танковой модификации противотанкового орудия Cannone da 47/32, танки М11/39 пришлось оснащать старой моделью орудия Modelo 30 37/40 производителя Vickers-Terni, которые ранее устанавливались на старые легкие танки Fiat 3000. В одноместной башне командира-пулемётчика устанавливались два спаренных пулемёта Breda 38 калибром 8-мм. Боезапас составлял 84 выстрела для орудия и 2008 патронов для пулемётов.

### Ходовая часть
Сблокированная по четыре катка подвеска на листовых полуэллиптических рессорах. Подвеска была открыта и была уязвима для попадания как бронебойных, так и фугасных снарядов противника, но вместе с тем отличалась надёжностью. В дальнейшем эта ходовая часть без существенных изменений переходила на последующие модели средних итальянских танков.

### Двигатель
Fiat SPA 8T Дизельный, V-образный, 8-цилиндровый, жидкостного охлаждения, 105 лошадиных сил.

## Боевое применение
В 1939 году первые серийные 24 танка были поставлены в Итальянскую Восточную Африку: 12 экземпляров в Эритрею и 12 в Эфиопию. Все они были потеряны в результате боёв с британскими танками в 1940-41 годах. Ситуация осложнялась ещё и тем, что небольшое количество британских танков составляли тяжелобронированные «Матильда», против которых 37-мм орудия M11/39 были просто бессильны.
В июле 1940 года в распоряжении итальянской армии в Ливии было 72 таких танков. Некоторые из них приняли участие в оккупации Сиди-Баррани. Зимой 1940/1941 годов во время операции «Компас» 23 M11/39 из группировки Малетти столкнулись с английскими танками «Матильда», броня которых не пробивалась 37-мм пушками M11/39. Особую головную боль итальянским танкистам принесло отсутствие радиосвязи, поскольку танки радиостанциями не оснащались. Доходило до того, что к танковым группам на марше придавались мотоциклы с радиостанциями, давая лишь такую возможность танкистам-командирам общаться. Те танки, которые не были уничтожены, достались австралийским войскам. Они поступили на вооружение 6-го австралийского кавалерийского полка, австралийцы нанесли на их корпуса рисунки кенгуру белого цвета, отличительный знак своего полка. В апреле 1941 года эти танки приняли участие в сражении под Тобруком. К 1942 году эксплуатация их окончательно прекратилась из-за отсутствия запчастей. Ещё несколько машин, оставшихся изначально в самой Италии, использовались в качестве учебных до сентября 1943 года, пока не были захвачены немцами, оккупировавшими Италию.

## Оценка проекта
Итальянская бронетанковая промышленность после продолжительных поисков и опытов, начавшихся ещё в первой половине 1930-х годов, смогла представить по сути первый современный танк лишь накануне Второй мировой войны и притом в ничтожно малом количестве. Однако современным он являлся лишь формально. Компоновка танка М11/39 была неудачной. Ограниченный радиус действия основного орудия, размещенного в передней части корпуса не позволял успешно вести бой, особенно при поражении ходовой части и невозможности маневрировать. Кроме того, слабая броня на заклёпках без труда пробивалась 40-мм британскими танковыми орудиями. Слабым и устаревшим было и основное 37-мм орудие, доставшееся по наследству от старых танков типа Fiat 3000. Все эти недостатки, потребовали срочной замены, которой стал усовершенствованный танк M13/40, который базировался на М11/39, но отличался от него уже в лучшую сторону, прежде всего, правильной классической компоновкой и более мощным вооружением. Вместе с тем, новые итальянские танки, наряду с японскими и новейшими типами советских танков, стали одними из немногих, на которых применялся дизельный двигатель.